# سام برنارد
سام برنارد (بالإنجليزية: Sam Bernard)‏ هو ممثل بريطاني، ولد في 5 يونيو 1863 في المملكة المتحدة، وتوفي في 16 مايو 1927.

## وصلات خارجية
- سام برنارد على موقع IMDb (الإنجليزية)
- سام برنارد على موقع قاعدة بيانات برودواي على الإنترنت (الإنجليزية)